# Понт-э-Массен
Понт-э-Массе́н (фр. Pont-et-Massène) — коммуна во Франции, находится в регионе Бургундия. Департамент коммуны — Кот-д’Ор. Входит в состав кантона Семюр-ан-Осуа. Округ коммуны — Монбар.
Код INSEE коммуны — 21497.

## Население
Население коммуны на 2010 год составляло 201 человек.
| 1962 | 1968 | 1975 | 1982 | 1990 | 1999 | 2010 |
| ---- | ---- | ---- | ---- | ---- | ---- | ---- |
| 89   | 86   | 93   | 104  | 137  | 173  | 201  |

## Экономика
В 2010 году среди 123 человек трудоспособного возраста (15—64 лет) 99 были экономически активными, 24 — неактивными (показатель активности — 80,5 %, в 1999 году было 74,2 %). Из 99 активных жителей работали 93 человека (50 мужчин и 43 женщины), безработных было 6 (3 мужчин и 3 женщины). Среди 24 неактивных 13 человек были учениками или студентами, 9 — пенсионерами, 2 были неактивными по другим причинам.